# Nephrotoma concava
Nephrotoma concava är en tvåvingeart som beskrevs av Yang 1990. Nephrotoma concava ingår i släktet Nephrotoma och familjen storharkrankar. Inga underarter finns listade i Catalogue of Life.